# Ödlekalla
Ödlekalla (Typhonium venosum) är en art i familjen kallaväxter.

## Odling
Blomlöken behöver varken jord eller vatten. Den ställs på ett fat där det är ljust så blommar den till slut. När den blommar, luktar den illa (därav "smeknamnet" stinkblomma). Lukten mildras om lite vatten hälls i själva blomman. Efter blomningen kan växten klippas ned och sättas ut i en blomrabatt. Om planteringen lyckas, kan den bli 70 centimeter hög.

## Synonymer
På svenska kallas ödlekallan även mexikansk underblomma, skunkkalla och stinkblomma. Vetenskapliga synonymer är Sauromatum guttatum och Arum cornutum.